# Taller in More Ways
Taller in More Ways é o quarto álbum de estúdio do girl group britânico Sugababes, lançado pela Island Records em 10 de outubro de 2005. Foi produzido principalmente por Dallas Austin e Jony Rockstar, com produção adicional de Cameron McVey, Xenomania e Guy Sigsworth. O título do disco foi inspirado por uma parte da letra do segundo single do álbum, "Ugly".
Após o lançamento, Taller in More Ways recebeu críticas favoráveis dos críticos de música. Ele liderou o UK Albums Chart, tornando-se o primeiro álbum número um do grupo no país. Foi certificado com platina dupla pela British Phonographic Industry (BPI). Além disso, ele alcançou o top 10 na Irlanda, Suíça, Holanda e Áustria.
Mutya Buena deixou os Sugababes em dezembro de 2005 e foi substituída por Amelle Berrabah. Como resultado, Taller in More Ways foi re-lançado em março de 2006, com a adição de uma nova música, "Now You're Gone" e três faixas regravadas que apresentam os vocais de Berrabah; "Gotta Be You", "Follow Me Home", e "Red Dress".

## Antecedentes
O single "Hole in the Head", do terceiro álbum de estúdio das Sugababes, Three (2003), foi lançado nos Estados Unidos no mês de julho de 2004. Durante este tempo, as garotas revelaram que elas se encontrariam com os produtores no país para trabalhar em seu quarto disco. Em agosto de 2004, o trio liberou "Caught in a Moment", o quarto e último single de Three, e também confirmou que a gravação de seu próximo disco havia começado. Durante sua pausa entre setembro de 2004 e agosto de 2005, especulações surgiram sobre o futuro da banda, que incluiu rumores de um álbum de greatest hits sendo lançado e que elas iriam se separar. A integrante Heidi Range expressou seu desgosto com as especulações da mídia, dizendo: "A princípio isso seria para nos fazer ficar com raiva, mas nós rirmos e agora nem sequer estamos em evidencia e os tablóides têm vindo a dizer que estamos prestes a nos separar, isso desde que entrei na banda há quatro anos e não tenho ideia de onde tudo isso vem".

## Composição e letra
"É o nosso melhor álbum, pelo menos 30 a 40 vezes melhor que o último! Há uma faixa chamada 'Follow Me Home', que é um passo acima de 'Stronger' e uma chamada 'Red Dress', que supera 'Round Round'. Cada faixa é diferente e é muito diversificada, incluindo um sabor de RnB crunk".

—Mutya Buena comentando o álbum durante uma entrevista publicada no site oficial do grupo.
Taller in More Ways é predominantemente um disco pop, mas também apresenta influências de electropop e R&B contemporâneo. Priya Elan, do The Guardian, descreveu-o como uma "experimentação pop titânica". Buena afirmou durante uma entrevista que cada faixa do álbum é diferente e diversificada. O clima do álbum varia de números de andamento acelerado a baladas mais lentas, de andamento vagaroso.
O álbum abre com "Push the Button", um pop e electropop em andamento acelerado. A instrumentação consiste em batidas de computador e eletrônica. A música foi inspirada por uma limerência entre Buchanan e um artista que colaborou com Austin, e é liricamente sobre a frustração sexual de uma mulher de passar despercebida por um homem. A próxima faixa é "Gotta Be You", um número crunk e R&B, que percorre uma "buzina sintetizada influenciada pelo crunk monotonal". A música é liricamente interpretada como uma reação a julgamentos criados pela imprensa. Recebeu várias comparações com "Try Again" (2000), de Aaliyah. A seguinte, "Follow Me Home", é uma balada de R&B romântica em andamento vagaroso. Sua instrumentação reune teclados, guitarra, batidas e baixo. A música foi inspirada na filha de Buena e liricamente é sobre proteger uma pessoa amada. A quarta obra é "Joy Division", que atrai influências do dub e nu metal. K. Ross Hoffman, da AllMusic, a descreveu como uma faixa "alegre e com ska-punk". A música é acompanhada por teclados, violão, batidas e baixos. Liricamente, "Joy Division" é sobre homens desprezíveis; de acordo com Range, "meu verso é sobre um cara que tenta conversar com você e esquece convenientemente o fato de ter esposa e filhos".
"Red Dress" serve como a quinta faixa do álbum; é uma música pop em andamento acelerado que apresenta dois refrões. Sua instrumentação é composta de teclados, baixos e guitarras, enquanto o riff principal mostra a música Northern soul, "Landslide", de Tony Clarke. "Red Dress" apresenta um tema de poder feminino, e é liricamente sobre uma mulher que usa sua sexualidade para ganhar poder sobre os homens. A sexta faixa de Taller in More Ways é a balada de pop rock "Ugly", composta por guitarras acústicas "sustentadas por detalhes periféricos". Seu conteúdo lírico está relacionado à auto-estima e preocupações com a imagem corporal; a música recebeu comparações com "Beautiful" (2002), da artista americana Christina Aguilera, e "Unpretty" (1999), do grupo feminino americano TLC. "It Ain't Easy", a sétima faixa do álbum, é uma música electro e R&B apoiada por um riff de guitarra, bateria e teclados. É uma reminiscência do que foi ouvido em "Personal Jesus", de Depeche Mode. Liricamente, "It Ain't Easy" é sobre as integrantes da banda como pessoas e como equilibram suas vidas com suas carreiras. A oitava obra do álbum, "Bruised", contém um vocal de repetição "da-na-na" e é liricamente sobre um relacionamento tempestuoso. Buchanan revelou que a música é sobre estar em um relacionamento doentio, dizendo: "Toda vez que eles chegam perto de você, você se machuca".
Segue-se uma versão cover de 'Obsession' de Animotion. Hoffman o descreveu como "synth pop açucarado". A música contém progressões de acordes "brilhantes" de uma boate dos anos 80. Segundo Talia Kraines, da BBC, o cover é uma "reformulação quase exata" do original. A faixa pop "Ace Reject", é liricamente inspirada por relacionamentos disfuncionais. Buchanan falou sobre o conceito e o significado da música, dizendo: "É sobre o fato de termos terminado e feito as pazes e não sabemos o porquê". O número bônus, exclusivo da edição britânica do disco, "Better", apresenta um vocal de apoio "ooh-ooh-ooh" e é liricamente sobre superar os problemas. A música foi comparada com "Thank You", de Jamelia. A décima segunda canção do álbum é "2 Hearts"; uma balada pop acústica que incorpora toques eletropop. A instrumentação da música consiste em guitarras, chifres, batidas, baixo, percussão e cordas.

## Canções
Segundo Simon Price, do The Independent, "It Ain't Easy" é uma reminiscência de "Rock Is Dead", de Marilyn Manson. Alex Roginski, do Sydney Morning Herald, escreveu que a música "utiliza choque elétrico para uma incursão no R&B". K. Ross Hoffman, da AllMusic, observou que a música "lança um riff de guitarra ameaçadoramente balançado", que, segundo ele, é "levantado tão descaradamente" da música "Personal Jesus" de Depeche Mode. Buchanan falou sobre o conteúdo e o significado lírico da música, dizendo: "É basicamente sobre nós como pessoas. Não é fácil estar onde estamos agora, tentando manter um equilíbrio entre normalidade e fazer isso. Quando você está contente, deve saber como você é e as pessoas ao nosso redor sabem como somos".
Alexis Petridis, do The Guardian, o nomeou melhor do que o single principal do álbum, "Push the Button", enquanto também o descrevia como "Personal Jesus", de Depeche Mode, reescrito com sua angústia existencial substituída pelas dificuldades do romance adolescente. Peter Robinson do The Observer também observou uma similaridade entre as duas músicas, escrevendo que a faixa "singelamente presta homenagem ao 'Personal Jesus' do Depeche Mod". Ele sugeriu que era uma das melhores faixas do álbum. Hoffman escreveu que "é uma maravilha que Martin Gore não receba um crédito para escrever na música". Rick Fulton, do Daily Record, considerou-o um dos destaques do álbum. No entanto, Ben Hogwood, da musicOMH, reconheceu que, embora a música possua "vocais nervosos" de Buchanan, ela usa "grande parte de seu material de origem" da música "Train", de Goldfrapp, que, segundo ele, é "completa com uma passagem mal sucedida na ponte".
Sugababes apresentou a música no Clyde Auditorium em Glasgow, Escócia, em 20 de março de 2006, como parte de sua turnê no Reino Unido para promover o Taller in More Ways. Um editor do The Scotsman descreveu a música como uma faixa "Correspondência Goldfrapp" para "Obsession" e nomeou a performance como um dos "melhores pontos" do show.
"Gotta Be You" é uma música de crunk&B. Ben Hogwood, da musicOMH, descreveu-o como uma "peça elétrica do clube de R&B". Segundo a membro do grupo Keisha Buchanan, os Sugababes são a primeira banda britânica a incorporar o som americano em suas músicas. Kitty Empire, do The Observer, chamou de "R&B meditativo" e notou sua reminiscência de "Try Again" da cantora americana de R&B, Aaliyah. Da mesma forma, K. Ross Hoffman, da AllMusic, escreveu que "Gotta Be You" "caminha melodicamente perto da música", em que ele descreveu o último como "majestoso". Outro crítico, Nick Southall, da Stylus Magazine, escreveu que é "desarmante perto" de "Try Again".
Buchanan explicou o conceito e a interpretação lírica da música durante uma análise faixa a faixa do álbum no site oficial do grupo, dizendo: "Esta música é sobre reagir à imprensa quando eles te escarnecem, sobre como eles o julgam. Para ser honesto, qualquer publicidade é boa, positiva ou negativa, e demorou um pouco para conseguir isso. Quando a imprensa escreve algo negativo e falso, é difícil ver isso de maneira positiva. Nós realmente poderíamos nos relacionar com a música".
De acordo com Alexis Petridis, do The Guardian, Austin "acrescenta uma luz, mas não menos emocionante, ao som da buzina sintetizada influenciada pelo punk monotonal" à música". Petridis elaborou que isso é "o mais que o álbum se aventura nos reinos de hos e playas, prejudicando a atmosfera ou não". Ben Hogwood, do musicOMH, fez uma crítica favorável; ele o descreveu como um "hino da pista de dança em construção e certamente um futuro single".
Talia Kraines, da BBC, criticou "Gotta Be You", chamando-a de faixa "irritante" e "maçante r'n'b-lite". Hoffman, do AllMusic, também foi desfavorável à música, escrevendo que "saqueia com menos sucesso" em comparação com outras faixas do álbum. Ele elaborou que, apesar de uma "base aceitável do sintetizador de R&B com as derrapagens na moda em estilo tabla", a música "não pode deixar de empalidecer em comparação" com "Try Again". Alex Roginski, do Sydney Morning Herald, criticou a composição como "plana". De acordo com Joe Muggs, do The Daily Telegraph , "Gotta Be You" "parece uma tentativa deliberada de conquistar o mercado americano".

## Recepção da critica
| Críticas profissionais | Críticas profissionais |
| Avaliações da crítica  | Avaliações da crítica  |
| Fonte                  | Avaliação              |
| ---------------------- | ---------------------- |
| Allmusic               | [ 7 ]                  |
| The Daily Telegraph    | (favorável)            |
| Entertainment Ireland  | [ 33 ]                 |
| The Guardian           | [ 34 ]                 |
| The Observer           | [ 15 ]                 |
| The Scotsman           | [ 35 ]                 |
| Stylus Magazine        | B+                     |
| Sydney Morning Herald  | (favorável)            |
| Yahoo! Music           | [ 13 ]                 |

Taller in More Ways recebeu opiniões geralmente favoráveis dos críticos de música. K. Ross Hoffman, do AllMusic, premiou o álbum com 4 de 5 estrelas, rotulando-o "entre os seus mais fortes" e favorecendo "o eletro-pop simples, mas eficaz "Push The Button", [e] ainda melhor nessa categoria [o] funk monstruoso "Red Dress", bem como "Follow Me Home" e "Ugly", chamando-os de "mini-épicos inspiradores apropriadamente lançados". A revisão foi menos favorável sobre os três últimas faixas, dizendo que "deixaram a desejar, com muita impressão". Ele descreveu "Gotta Be You" como "[uma música que] não pode deixar a pálida comparação [com] o majestoso "Try Again" da Aaliyah."
Alexis Petridis do The Guardian, no entanto, foi favorável a "Gotta Be You", referindo-se a Austin como "[alguém que] sabe claramente onde as forças das Sugababes se encontram". Ele foi menos favorável em relação a "Obsession", afirmando: "Infelizmente, a versão do Sugababes, sai das bordas ao invés de aumentar a intensidade: o que resta é como a noite dos anos 80 em karaoke". Ele também observa que "você tem a impressão de que elas estariam mais felizes fazendo R&B". Em conclusão, no entanto, ele afirma que "a taxa de ataque do álbum é muito maior do que você poderia esperar do quarto álbum de um grupo pop fabricado, evita as armadilhas óbvias e seus pontos altos são realmente elevados".
Peter Robinson, do The Observer, deu o álbum 5 de 5 estrelas, descrevendo o grupo como "as rainhas do pop, ainda comerciais, colocaram uma mola na produção de Peter Robinson". Embora, "ocasionalmente, a banda deixa cair a bola: "Better' is" é uma excelente música, mas parece muito com o "Thank You", de Jamelia. Nick Southall, da Stylus Magazine, deu ao álbum um B+, além de observar semelhanças com o single de Aaliyah, afirmando que ""Gotta Be You" está desarmantemente perto de "Try Again"".  Concluindo que "não é o melhor álbum do mundo ou mesmo do ano, ou insignificante como Girls Aloud, não dá uma narrativa existencial distorcida como Britney Spears, mas Taller In More Ways é absolutamente recheados com boas músicas e como tal, é difícil resistir".
Taller in More Ways foi classificado no número 23 na lista de Top álbuns de 2005, do Observer Music Monthly.

## Performance comercial
Taller in More Ways tornou-se um sucesso comercial. Em 22 de outubro de 2005, o álbum estreou no topo do UK Albums Chart, com vendas de 65 mil e 781 cópias, tornando-se o primeiro álbum do grupo a liderar o gráfico em seu país natal; o Reino Unido. O disco também se tornou o seu maior número de vendas na primeira semana. As Sugababes conseguiram liderança dupla quando "Push the Button" passou sua terceira semana no número um no UK Singles Chart, enquanto o álbum culminou no UK Albums Chart. Em sua nona semana no gráfico, o Taller em More Ways saltou do número 21 para o oito, com vendas de 91 mil e 35 mil cópias, mais de 25 mil à mais que a semana de abertura nas vendas. Até dezembro de 2005, com apenas dois meses de lançado, já havia comercializado quase 400 mil cópias no Reino Unido. Foi certificado com platina dupla pela British Phonographic Industry (BPI), denotando remessas de 600 mil unidades adquiridas. Em novembro de 2006, mais de um ano após o seu lançamento, já havia comercializado aproximadamente 860 mil cópias no Reino Unido. Em outubro de 2008, esse valor chegou a 900 mil exemplares. Na Irlanda, estreou no oitavo lugar no Irish Albums Chart e chegou ao sétimo na semana seguinte. Foi certificado com platina dupla pela Irish Recorded Music Association (IRMA), indicando vendas de 20 mil exemplares.
Taller em More Ways estreou no número cinco na Áustria e registrou um total de 18 semanas no gráfico, tornando-se o melhor álbum do Sugababes no país. Foi certificado com ouro, pela International Federation of the Phonographic Industry (IFPI), pelas mais de 10 mil unidades adquiridas no país. Na Suíça, estreou no número 12 e alcançou o número seis; passou 29 semanas no gráfico e foi certificado de Ouro pelo IFPI, denotando vendas de 15 mil cópias. Nos Países Baixos, estreou no número 10 e também registrou 29 semanas no gráfico. Taller em More Ways alcançou o número 23 na Suécia, 30 na Noruega, e 36 na tabela de Flandres da Bélgica. Na Dinamarca, alcançou o número 32 e foi certificado de ouro pela IFPI, pelas mais de 10 mil unidades adquiridas. O álbum alcançou o número 11 na Alemanha e foi certificado de ouro pela Bundesverband Musikindustrie (BVMI), pelas mais de 100 unidades adquiridas. Taller em More Ways também alcançou sucesso comercial na Oceania. Ele estreou no número 36 na Lista de álbuns da Nova Zelândia e atingiu o pico no número 16, sete semanas depois e retornou à sua posição máxima na nona semana de gráfico. Foi certificado de Ouro pela Recorded Music NZ (RMNZ), pelas mais de 7 mil e 500 unidades adquiridas. Atingiu o número 67 na Austrália.

## Faixas
| Edição de 2005 |                                  | |                       |         |  |
| N.º            | Título                           | Compositor(es)                                                                                             | Produtor(es)          | Duração |  |
| 1.             | "Push the Button"                | Keisha Buchanan Mutya Buena Heidi Range Dallas Austin                                                      | Austin                | 3:39    |  |
| 2.             | "Gotta Be You"                   | Christopher Stewart Penelope Magnet Terius Nash                                                            | Austin Jasper Cameron | 3:40    |  |
| 3.             | "Follow Me Home"                 | Buchanan Buena Range Jony Lipsey Karen Poole Jeremy Shaw                                                   | Jony Rockstar         | 3:58    |  |
| 4.             | "Joy Division"                   | Buchanan Buena Range Lipsey Cameron McVey                                                                  | Rockstar              | 3:59    |  |
| 5.             | "Red Dress"                      | Buchanan Buena Range Brian Higgins Miranda Cooper Tim Powell Nick Coler Shawn Lee Lisa Cowling Bob Bradley | Higgins Xenomania     | 3:38    |  |
| 6.             | "Ugly"                           | Austin | Austin                | 3:51    |  |
| 7.             | "It Ain't Easy"                  | Austin | Austin                | 3:05    |  |
| 8.             | "Bruised"                        | Buchanan Buena Range Guy Sigsworth Cathy Dennis                                                            | Sigsworth             | 3:04    |  |
| 9.             | "Obsession"                      | Holly Knight Michael Des Barres                                                                            | Austin                | 3:52    |  |
| 10.            | "Ace Reject"                     | Buchanan Buena Range Cooper Higgins Powell                                                                 | Xenomania             | 4:15    |  |
| 11.            | "Better" (Faixa bônus britânica) | Buchanan Buena Range Peter Biker Karsten Dahlgaard Colin Thrope                                            | Biker Delgardo        | 3:44    |  |
| 12.            | "2 Hearts"                       | Buchanan Buena Range Lipsey McVey                                                                          | Rockstar              | 4:52    |  |
| Duração total: | Duração total:                   | Duração total:                                                                                             | Duração total:        | 45:35   |  |

| Edição de 2006 |                                  |                                                                      |                |         |  |
| N.º            | Título                           | Compositor(es)                                                       | Produtor(es)   | Duração |  |
| 1.             | "Push the Button"                | Buchanan Buena Range Austin                                          | Austin         | 3:39    |  |
| 2.             | "Gotta Be You" (Amelle Mix)      | Stewart Magnet Nash                                                  | Austin         | 3:40    |  |
| 3.             | "Follow Me Home" (Amelle Mix)    | Buchanan Buena Range Lipsey Poole Shaw                               | Jony Rockstar  | 3:58    |  |
| 4.             | "Joy Division"                   | Buchanan Buena Range Lipsey McVey                                    | Jony Rockstar  | 3:59    |  |
| 5.             | "Red Dress" (Amelle Mix)         | Buchanan Buena Range Higgins Cooper Powell Coler Lee Cowling Bradley | Xenomania      | 3:38    |  |
| 6.             | "Ugly"                           | Austin                                                               | Austin         | 3:51    |  |
| 7.             | "It Ain't Easy"                  | Austin                                                               | Austin         | 3:05    |  |
| 8.             | "Bruised"                        | Buchanan Buena Range Sigsworth Dennis                                | Sigsworth      | 3:04    |  |
| 9.             | "Obsession"                      | Knight Des Barres                                                    | Austin         | 3:52    |  |
| 10.            | "Ace Reject"                     | Buchanan Buena Range Cooper Higgins Powell                           | Xenomania      | 4:15    |  |
| 11.            | "Better" (Faixa bônus britânica) | Buchanan Buena Range Peter Biker Karsten Dahlgaard Colin Thrope      | Biker Delgardo | 3:44    |  |
| 12.            | "2 Hearts"                       | Buchanan Buena Range Lipsey McVey                                    | Jony Rockstar  | 4:52    |  |
| 13.            | "Now You're Gone"                | Amelle Berrabah Buchanan Range Pete Kirtley Tim Hawes Niara Scarlett | Kirtley Hawes  | 3:55    |  |

## Desempenho nas tabelas musicais

### Paradas semanais
| Chart (2005)                          | Maior posição |
| ------------------------------------- | ------------- |
| Alemanha (Offizielle Deutsche Charts) | 11            |
| Austrália (ARIA)                      | 67            |
| Áustria (Ö3 Austria Top 40)           | 5             |
| Bélgica (Ultratop Flandres)           | 36            |
| Dinamarca (Hitlisten)                 | 32            |
| Europa (Billboard)                    | 5             |
| Irlanda (IRMA)                        | 7             |
| Noruega (VG-lista)                    | 30            |
| Nova Zelândia (RMNZ)                  | 16            |
| Países Baixos (Dutch Charts)          | 10            |
| Reino Unido (OCC)                     | 1             |
| Suécia (Sverigetopplistan)            | 23            |
| Suíça (Schweizer Hitparade)           | 6             |

## Vendas e certificações
| Região                                                                                             | Certificação | Vendas     |
| -------------------------------------------------------------------------------------------------- | ------------ | ---------- |
| Alemanha (BVMI)                                                                                    | Ouro         | 100,000^   |
| Áustria (IFPI Áustria)                                                                             | Ouro         | 10,000*    |
| Dinamarca (IFPI Dinamarca)                                                                         | Ouro         | 10,000^    |
| Irlanda (IRMA)                                                                                     | 2× Platina   | 20,000^    |
| Nova Zelândia (RMNZ)                                                                               | Ouro         | 7,000^     |
| Reino Unido (BPI)                                                                                  | 2× Platina   | 900,000^   |
| Suíça (IFPI Suíça)                                                                                 | Ouro         | 20,000^    |
| Resumo                                                                                             |              |            |
| Europa (IFPI)                                                                                      | Platina      | 1,000,000* |
| *números de vendas baseados somente na certificação ^distribuições baseadas apenas na certificação |              |            |